# Metachroma clarkei
Metachroma clarkei är en skalbaggsart som beskrevs av Blake 1970. Metachroma clarkei ingår i släktet Metachroma och familjen bladbaggar. Inga underarter finns listade i Catalogue of Life.